# Arena México
L'Arena México és un pavelló esportiu situat al barri de la Colònia Doctores a la delegació de Cuauhtémoc de la Ciutat de Mèxic. L'arena s'utilitza principalment per a espectacles de lluita lliure professional promoguts pel Consell Mundial de Lluita Lliure (CMLL). L'edifici rep el sobrenom de «La catedral de la lluita lliure». Té una capacitat de 16.500 seients. L'edifici actual es va acabar l'any 1956, construït per Salvador Lutteroth, propietari del CMLL en aquells moments, i és l'emplaçament més gran construït específicament per a la lluita lliure mexicana. L'edifici va ser utilitzat com a seu de la competició de boxa als Jocs Olímpics d'estiu de 1968, i durant l'última meitat del segle xx va acollir nombrosos esdeveniments importants d'aquest esport.

## Història

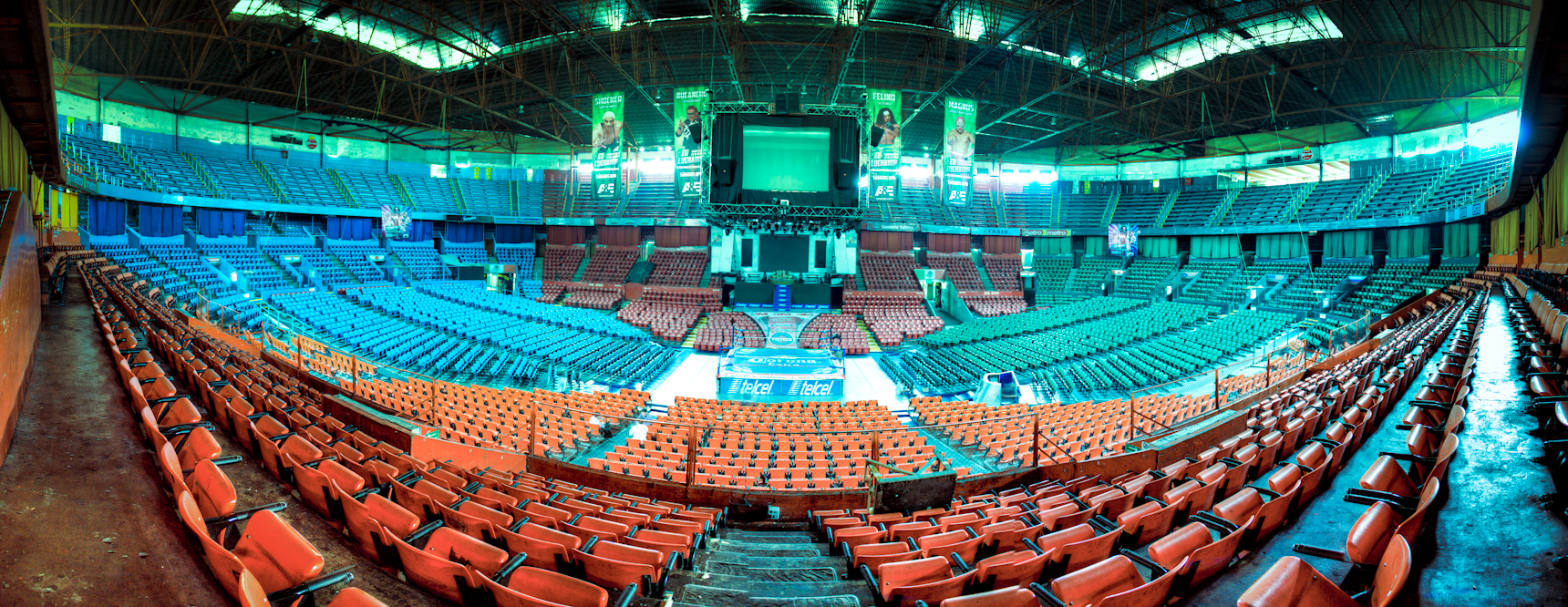

L'actual ubicació era originàriament l'Arena Modelo, construïda als anys 1910 i 1920 per a esdeveniments de boxa. A principis de la dècada del 1930, l'arena va ser abandonada fins que el promotor de lluita lliure professional Salvador Lutteroth va començar a promoure la lluita lliure a l'Arena Modelo el 1933. Després de l'obertura de l'Arena Coliseo el 1943, l'Arena Modelo va servir com a ubicació de l'escola de lluita de l'Empresa Mexicana de Lluita Lliure (EMLL). El 1953, l'Arena Coliseo era massa petit per a les multituds que atraient els espectacles de l'EMLL i Lutteroth va prometre «construir l'arena de lluita més gran del món» al lloc de l'Arena Modelo.
D'ençà el 1956 l'Arena México ha estat la seu principal de l'EMLL i de tots els seus espectacles d'aniversari. El 1990 l'EMLL va passar a anomenar-se Consell Mundial de Lluita Lliure (CMLL), conservant la propietat de l'arena.